# تونیس سسما
تونیس سسما (استونیایی: Tõnis Seesmaa؛ زادهٔ ۳ اکتبر ۱۹۵۵) مهندس، سیاستمدار و نماینده سابق مجلس اهل استونی است.